# أوتودونتيات
الأوتودونتيات (Otodontidae) هي فصيلة منقرضة من القروش، تنتمي إلى رتبة لمنيات الشكل. عاشت خلال الفترة من الطباشيري المبكر إلى الپليوسين، وتضمنت أجناس مثل الكاركاروكليز والأتودوس.